# Stéphanos II. Ghattas
Stéphanos II. Ghattas (16. ledna 1920 Sheikh Zein-el-Dine – 20. ledna 2009 Káhira) byl egyptský koptský katolický duchovní, kardinál, patriarcha alexandrijský a člen řádu lazaristú. Po smrti byl zahájen jeho beatifikační proces.

## Kněz
Narodil se 16. ledna 1920 v Sheikh Zein-el-Dine. Jako mladý měl touhu stát se knězem a proto vstoupil do Menšího semináře v Káhiře. Studoval na střední škole Svaté rodiny která byla provozována jezuity. Po studiích na střední škole vstoupil na Papežskou Athenaeum "de Propaganda Fide" kde získal doktorát z filosofie a teologie. Na kněze byl vysvěcen dne 25. března 1944 v Říme. Působil jako učitel filosofie a dogmatické teologie v hlavním seináři v Tahta. Roku 1952 vstoupil k vincentinúm do noviciátu Paříži. Šest let byl misionářem v Libanonu a byl superior vincentínů v alexandrii (1958-1967).

## Biskup a kardinál
Dne 8. května 1967 ho papež Pavel VI. jmenoval biskupem Luxoru a svěcení na biskupa přijal 9. června téhož roku z ruk Stephana I. Sidarousse alexandrijského patriarchy, spolusvětiteli byli Isaac Ghattas, Youhanna Nueir, OFM a Youhanna Kabes. Papež Jan Pavel II. ho jmenoval apoštolským administrátorem Alexandrijského patriarchátu 24. února 1984 a tuto funkci vykonával až do dne 9. června 1986, kdy byl jmenován patriarchou alexandrijským. Kardinálem byl jmenován 21. února 2001 papežem Janem Pavlem II. a náležel mu titul kardinál-patriarcha.